# Ким Пхён Сок
Ким Пхён Сок (кор. 김평석, 29 сентября 1958, Республика Корея) — южнокорейский футболист, играл на позиции защитника. По завершении игровой карьеры — футбольный тренер.
Выступал за клуб «Ульсан Хёндэ», а также национальную сборную Южной Кореи.

## Клубная карьера
Во взрослом футболе дебютировал в 1983 году выступлениями за команду клуба «Ульсан Хёндэ», в которой провел пять сезонов, приняв участие в 83 матчах чемпионата.
Завершил профессиональную игровую карьеру в клубе «Чеджу Юнайтед», за команду которого выступал в течение 1989—1990 годов.

## Выступления за сборную
В 1983 году дебютировал в официальных матчах в составе национальной сборной Южной Кореи.
В составе сборной был участником чемпионата мира 1986 года в Мексике, на котором вышел на поле в стартовом составе в первой игре группового этапа против сборной Аргентины, но уже на 23-й минуте был заменен и в дальнейших матчах южнокорейской сборной на мундиале участия не принимал.
Всего в течение карьеры в национальной команде, которая длилась 5 лет, провел в форме главной команды страны 31 матч.

## Карьера тренера
Завершив выступления на футбольном поле, начал тренерскую работу. Работал тренером в университетских командах, также входил в тренерские штабы нескольких клубных команд, в частности «Ульсан Хёндэ».
На чемпионате мира 1998 года во Франции входил в тренерский штаб сборной Южной Кореи, который возглавлял Чха Бом Гын. После разгромного поражения 0:5 в матче второго круга группового этапа против сборной Нидерландов главный тренер азиатской команды был уволен. Ким был назначен исполняющим обязанности главного тренера сборной до окончания чемпионата, а по сути на одну игру, поскольку в то время после двух поражений южнокорейцы уже не имели шансов на выход из группы. Несмотря на это команда в заключительном матче на мундиале дала бой сборной Бельгии и единственный матч Кима во главе сборной завершился вничью 1:1.